# Blind Harry
Blind Harry '( Harry el ciego )' (c. 1440 – 1492), también conocido como Harry, Hary o Henry the Minstrel, es reconocido como el autor de The Actes and Deidis of the Illustre and Vallyeant Campioun Schir William Wallace, un largo poema que relata la vida de William Wallace, el luchador por la libertad de Escocia, escrito alrededor de 1477, 172 años tras la ejecución de William Wallace.

## Biografía
Poco se sabe sobre la vida de Blind Harry, pero se dispone de algunos escasos datos. Uno de ellos proviene de Lord High Treasurer 1473-1492, quien registró pagos a su nombre por trabajos en la corte de Jacobo IV. Por otra parte, es mencionado por William Dunbar en el verso 69 de su Lament for the Makaris a principios del siglo XVI. El historiador John Major también escribió acerca de Blind Harry en 1518. Estas fuentes difieren sobre si era o no ciego de nacimiento, pero parece casi seguro que debió haber tenido una formación militar.

## Actos y hechos

### Crítica
La representación de Blind Harry sobre William Wallace ha sido criticada como ficticia. Algunas partes están en desacuerdo con fuentes de la época. Por ejemplo, la obra describe a Wallace al frente de un ejército en las afueras de Londres, e incluye algunos episodios de dudosa exactitud antes de que Wallace entre en la historia con la acción de Lanark. También lo describe la adopción de los disfraces de un monje, una anciana, y ceramista de un tiempo a un fugitivo, o viajar a Francia para obtener apoyo para la causa escocesa, no derrotar a dos campeones de Francia, así como un león. "¿Hay más perros que habría matado?" Wallace pide al rey francés.
Harry se considera a menudo inferiores a Barbour como poeta, y tiene poco de su elevación moral, sino que lo supera en potencia gráfica, la viveza de la descripción, y la variedad de incidentes. De vez en cuando muestra la influencia de Chaucer, y se dice que han sabido latín y francés.
Con las palabras de Blind Harry se hizo más accesible de una traducción escrita por William Hamilton, de Gilbertfield (c. 1665-1751), publicado en 1722. En esta forma se encontraron con el anuncio de poetas como Robert Burns, Lord Byron, Robert Southey, John Keats, Joanna Baillie, y William Wordsworth. También era una fuente importante de Randall Wallace en su escritura del guion de Braveheart, la premiada película de Hollywood. [1] Más recientemente, en 1998, Elspeth Rey publicó el texto modificado de Hamilton para los lectores modernos, como Blind Harry's Wallace.

### El Poema
El poema (conservado en un manuscrito único, de fecha 1488, en la biblioteca de los abogados, Edimburgo) se divide en once libros y corre a 11.853 líneas. Sus méritos poéticos son pocos, y su precisión histórica es fácilmente impugnada. Tiene el interés formal de ser una de las primeras, sin duda, uno de los más extensos documentos en verso escrito en cinco escoceses-acento, o heroica, coplas. También es la primera obra excepcional que revela que el hábito de Scotticismo que cogió tan fuerte de la literatura popular del Norte en los próximos años de conflicto con Inglaterra. A este respecto, está en marcado contraste con todos los versos patrióticos de la anterior y la literatura contemporánea. Esta actitud de los Wallace tal vez puede ser aceptada como una prueba que corrobora del ambiente humilde y el sentimiento popular de su autor. El poema debe su reputación mundial con posterioridad a su recurso de casación a este sentimiento y no a su calidad literaria. Por otra parte, hay elementos en el poema, que muestran que no es del todo la obra de un Crowder pobres, y éstos (en particular las referencias a las autoridades históricos y literarios, y reminiscencias ocasionales de los trucos literarios de la escuela escocesa han chauceriano) inclinado a algunos a la opinión de que el texto, como lo tenemos, es una versión editada de la áspera songstory trovadores. Se ha sostenido, aunque de ninguna manera concluyente, que el editor "era John Ramsay, el escriba del manuscrito de Edimburgo y del manuscrito compañero de Edimburgo de los Brus por John Barbour.